# 真仲紗弓
真仲 紗弓（まなか さゆみ、1994年9月9日 - ）は、日本の女性声優。愛知県出身。
本名の「小田 紗弓」（おだ さゆみ）名義でデビュー。2020年からWhite Dreamに所属し、「真仲 紗弓」（まなか さゆみ）へ活動名を変更。

## 来歴
- 株式会社Love&Light主催のアニソンスター☆誕生！「アニ☆たん！」の第1回ファイナリスト[3]。
- 株式会社Love&Lightを離れ、2020年にWhite Dreamに所属[2]。

## 人物
- 特技 - 耳コピピアノ、ハンドクラフト（粘土）。
- 資格 - 保育士資格/、普通自動車免許。

## 出演

### アニメ
- アグレッシブ烈子シーズン3 - OTMGirls マナカ 役[1]
  - OTMGirls公式YouTube「OTMGirlsのよきよきチャンネル」

### ライブ等
- 2020年8月28日 - OTMGirls劇中歌（日本語版・英語版 全6曲）全世界一斉配信 - 英語版の歌唱も担当[1]
- 2020年8月30日 - ＠JAM ONLINE FESTIVAL 2020 オープニングアクト
- 2020年9月2日 - OTMGirls 1st single「アグレッシブガール」発売
- 2020年10月4日 - TOKYO IDOL FESTIVAL オンライン2020 出演
- 2020年10月27日 - Netflix アニメフェスティバル2020 Artist Live 出演
- 2021年1月2日 - TIF×＠JAM NPP2021 VTR出演
- 2021年6月20日 - 「iDOL not　CRUISING 2021 The Get Up Girls !!!」出演
- 2021年7月11日 - 「アイドル甲子園 SUMMER FESTIVAL 2021」出演
- 2021年8月29日 - 「@JAM EXPO 2020-2021」出演
- 2021年10月2日 - 「TOKYO IDOL FESTIVAL 2021」出演
- 2021年12月11日 - アグレッシブ烈子とOTMGirls「私たちのATM募集イベント」

### ラジオ
- 「諏訪道彦のスワラジ」（2020年9月2日、文化放送） - ゲスト出演
- 「キラスタ」（2021年12月26日、FMNACK5） - ゲスト出演[4]